# Khargupur
Khargupur es un pueblo y nagar Panchayat situado en el distrito de Gonda en el estado de Uttar Pradesh (India). Su población es de 10472 habitantes (2011). 

## Demografía
Según el censo de 2011 la población de Khargupur era de 10472 habitantes, de los cuales 5555 eran hombres y 4917 eran mujeres. Khargupur tiene una tasa media de alfabetización del 62,30%, inferior a la media estatal del 67,68%: la alfabetización masculina es del 69,61%, y la alfabetización femenina del 53,98%.